# Thanatus africanus
Thanatus africanus es una especie de araña cangrejo del género Thanatus, familia Philodromidae. Fue descrita científicamente por Karsch en 1878.

## Distribución
Esta especie se encuentra en Tanzania (Zanzíbar) y Sudáfrica.